# Vitbukig tinamo
Vitbukig tinamo (Nothura boraquira) är en fågel i familjen tinamoer inom ordningen tinamofåglar.

## Utseende och läte
Vitbukig tinamo är en liten och sandfärgad tinamo. På ryggen syns en blandning av rostfärgade och mörka fläckar. Buken är som namnet avslöjar vit. Sången består av ett ljust och tunt "peeea".

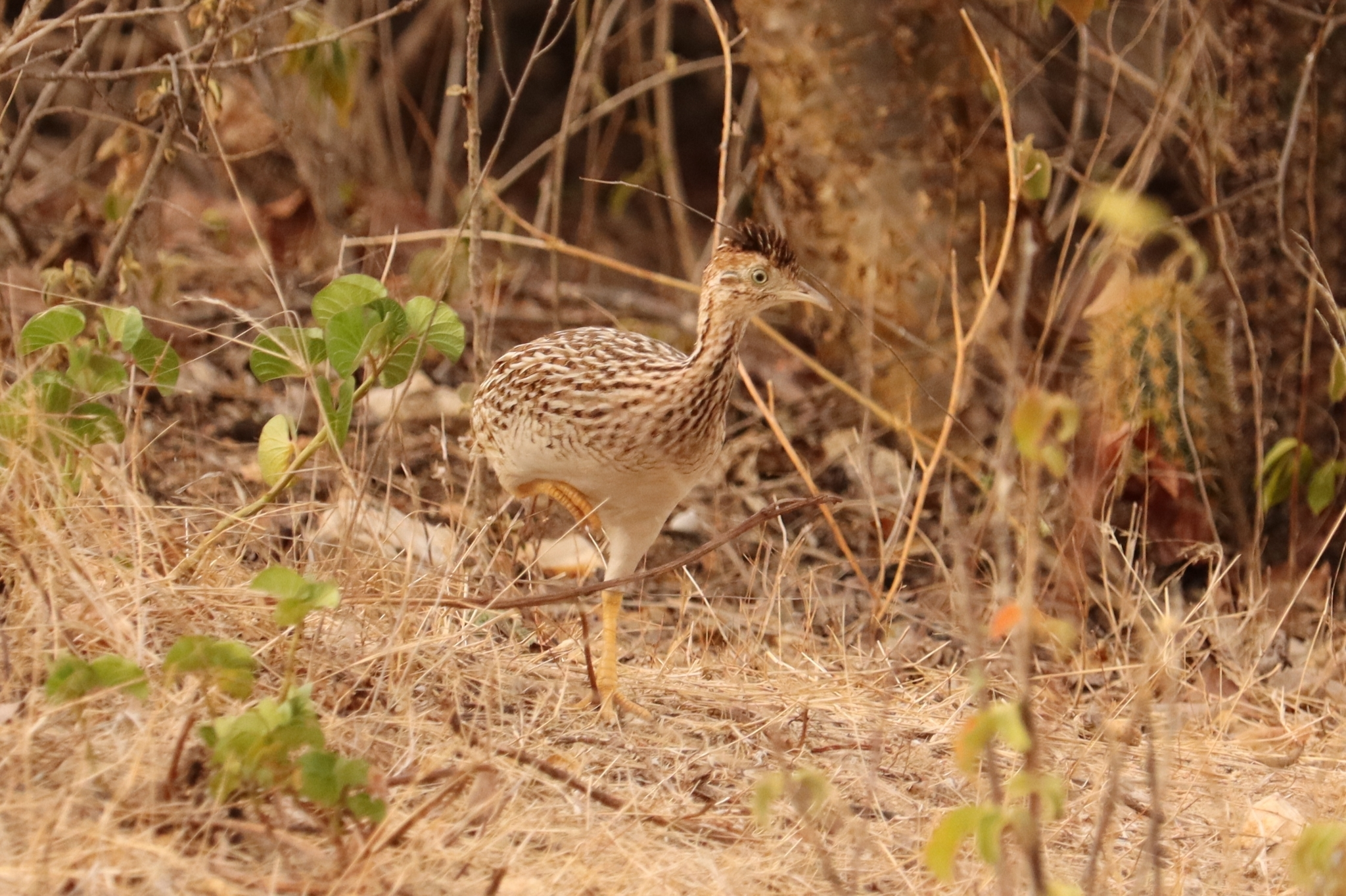

## Utbredning och systematik
Fågeln förekommer från nordöstra Brasilien till östra Bolivia och nordöstra Paraguay. Den behandlas som monotypisk, det vill säga att den inte delas in i några underarter.

## Levnadssätt
Vitbukig tinamo hittas i gräsmarker, både naturliga och de påverkade av människan. Där är den svår att få syn på med tanke på sitt tillbakadragna leverne och kamouflerande fjäderdräkt.

## Status och hot
Arten har ett stort utbredningsområde, men tros minska i antal, dock inte tillräckligt kraftigt för att den ska betraktas som hotad. Internationella naturvårdsunionen IUCN listar arten som livskraftig (LC).

## Namn
Artens vetenskapliga namn boraquira kommer av det lokala brasilianska namnet Codorna buraqueira, "hålgrävande vaktel" som i dagsläget används för småtinamo.